# Josef David
Josef David (2. srpna 1827 Petrovice – 3. dubna 1889 Olomouc) byl český katolický kněz, profesor pastorální teologie na olomoucké teologické fakultě, kde byl také vícenásobným děkanem.